# (3746) Heyuan
(3746) Heyuan est un astéroïde de la ceinture principale.

## Description
(3746) Heyuan est un astéroïde de la ceinture principale. Il fut découvert le 8 octobre 1964 à Nanking par l'observatoire de la Montagne Pourpre. Il présente une orbite caractérisée par un demi-grand axe de 3,18 UA, une excentricité de 0,25 et une inclinaison de 1,0° par rapport à l'écliptique.

## Compléments